# Spadetandspitssnuitdolfijn
De spadetandspitssnuitdolfijn (Mesoplodon traversii) is een extreem zeldzaam zoogdier uit de familie van de spitssnuitdolfijnen (Ziphiidae). De wetenschappelijke naam van de soort werd voor het eerst geldig gepubliceerd door Gray in 1874.
Van geen enkel groot zoogdier is zó weinig bekend als van de spadetandspitssnuitdolfijn; het dier is nog nooit in levende lijve waargenomen. Sinds de 19e eeuw waren er slechts 6 waarnemingen van dode dieren of skeletdelen, en de oorspronkelijke beschrijving was gebaseerd op twee schedels en een kaak. De eerste intacte exemplaren (een moeder met haar kalf) spoelden in 2010 aan in Nieuw-Zeeland, maar de karkassen waren zodanig vergaan dat zij niet meer konden worden ontleed.
Vervolgens spoelde in juli 2024 een dood exemplaar van ruim 5 meter lang aan bij Dunedin op het Zuidereiland van Nieuw-Zeeland. Die vondst is van groot wetenschappelijk belang: het is de eerste maal dat onderzoekers in staat zullen zijn om een gaaf exemplaar te ontleden en te bestuderen.

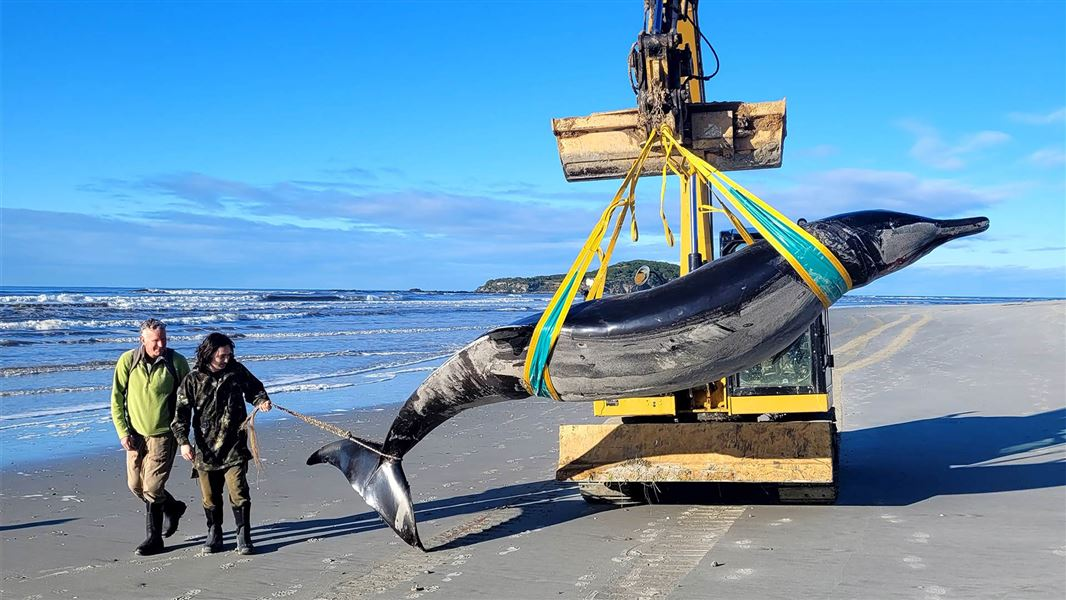
Het exemplaar dat op 4 juli 2024 aanspoelde op de zuidkust van Nieuw-Zeeland wordt afgevoerd voor nader onderzoek.

## Voorkomen
De soort komt voor in het zuiden van de Grote Oceaan.